# Ararat tartomány
Ararat (örményül:Արարատ) Örményország középső részén fekvő tartomány (marz), székhelye Artasat. Északnyugatról és délről Armavir, északról a főváros Jereván és Kotajk, keletről Gegarkunik és délkeletről meg Vajoc Dzor határolja.

## Települései
Ararat tartományban 97 község (hamajnkner) található, melyből 4 város.

### Városok
- Artasat 25 300 fő
- Ararat 20 700 fő
- Maszisz 20 539 fő
- Vedi 13 242 fő

## Galéria

Ararat
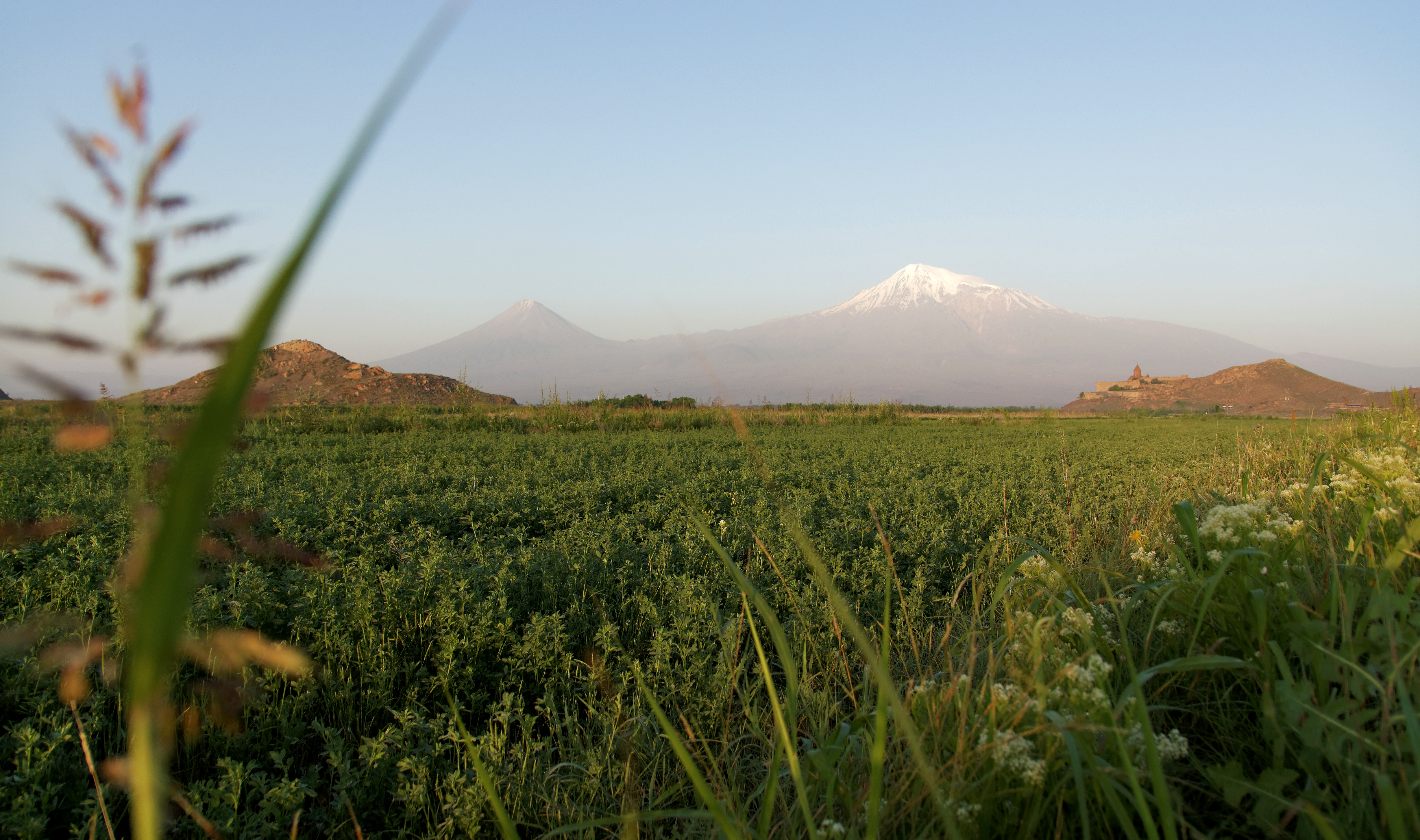
A Hor Virap kolostor
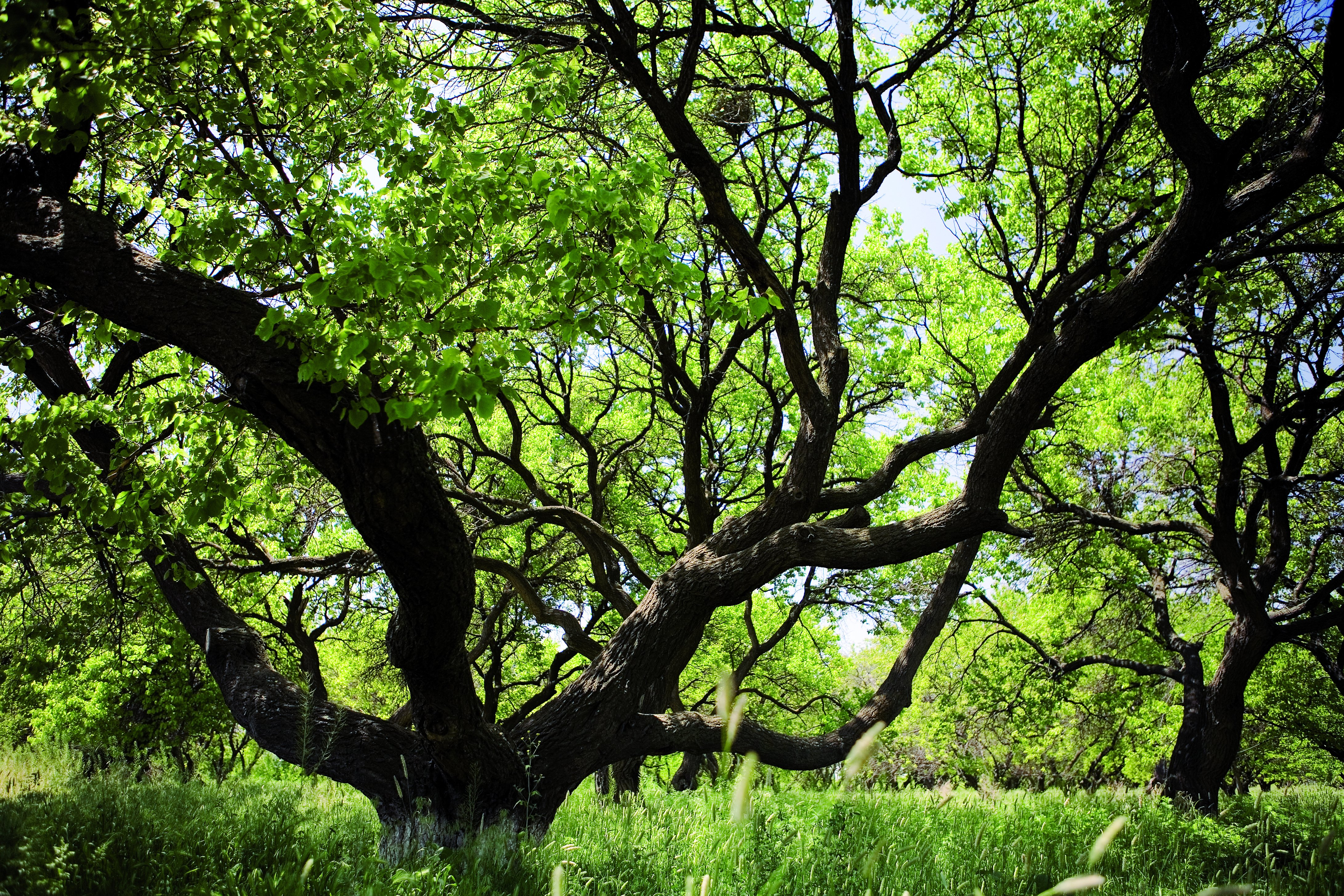
Kajszibarack-termesztés
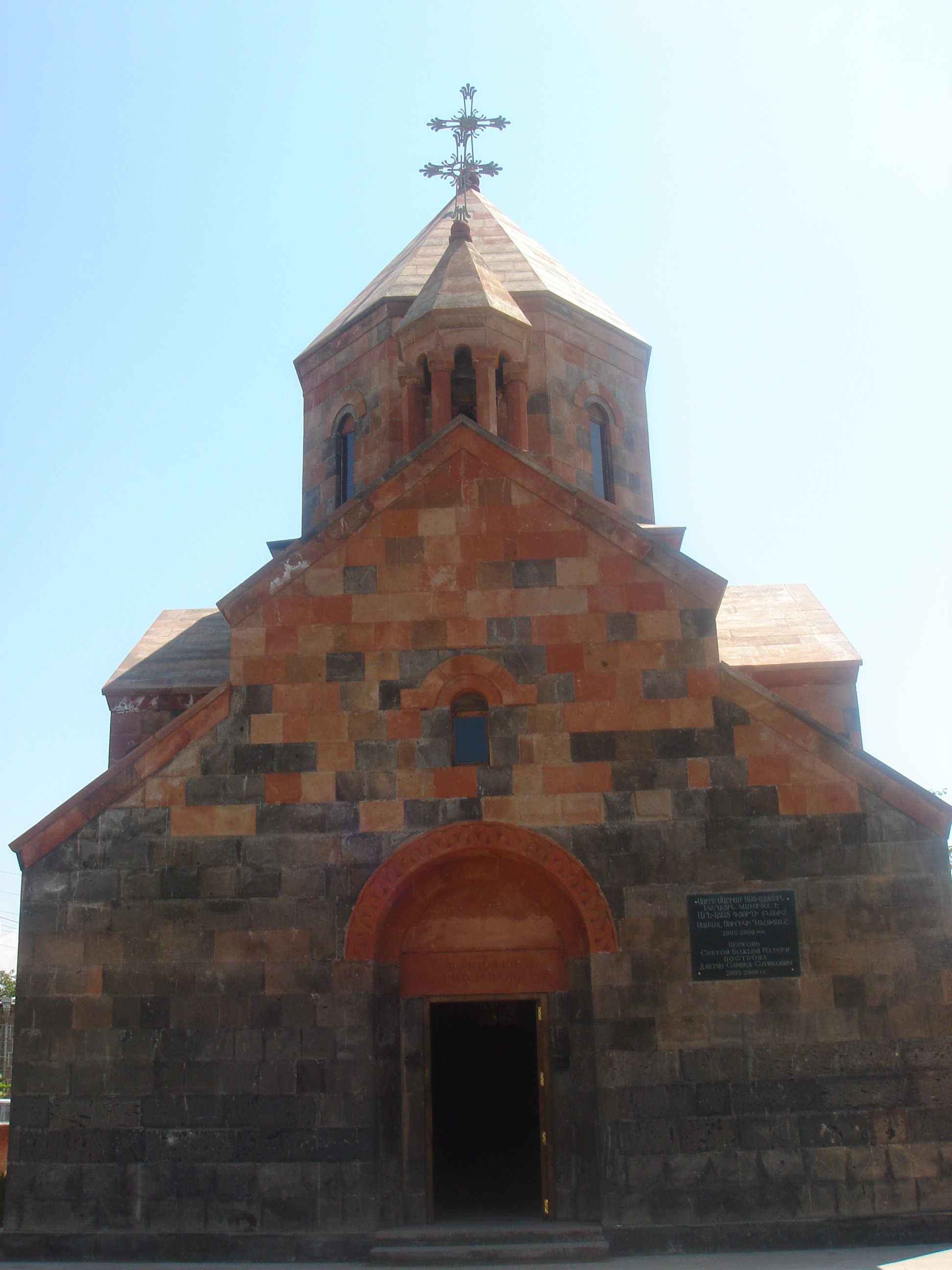
Arevsat temploma
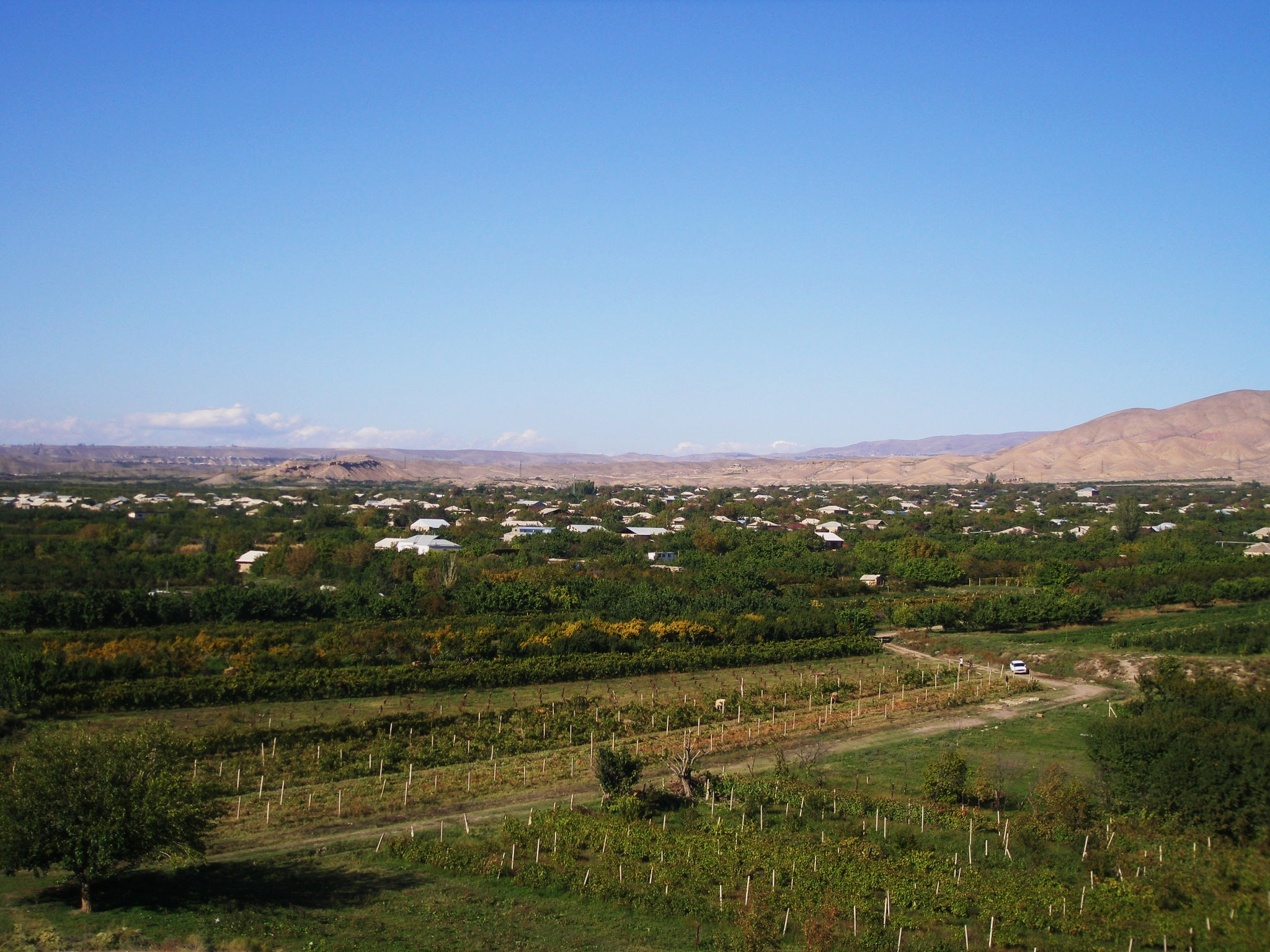
Dvin történelmi városa közelében
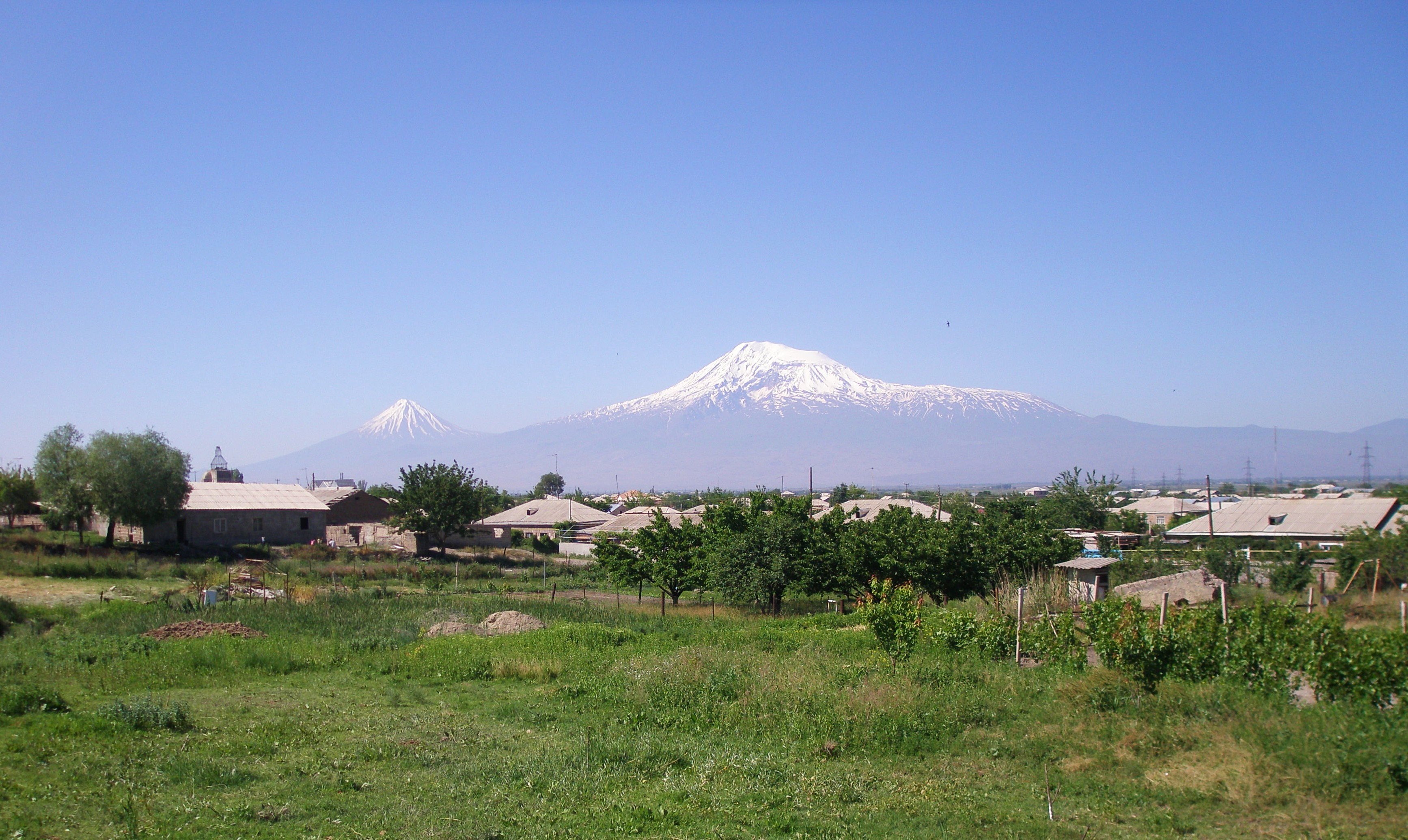
Az Ararát hegy Nor Kjurin faluból

1. ↑  Armenia: Administrative Division. Citypopulation.de